# Torrejón-el-Rubio-Dammbruch
Koordinaten: 39° 49′ 50″ N, 5° 59′ 10″ W
Der Torrejón-el-Rubio-Dammbruch am 22. Oktober 1965 bei Torrejón el Rubio in der Provinz Cáceres in Spanien forderte bis zu 70 Tote und verursachte einen Millionenschaden. Der Staudamm liegt nordöstlich von Cáceres und westlich von Madrid.
Der Dammbruch ereignete sich um 9:30 Uhr am Morgen des 22. Oktober auf der rechten Seite der Talsperre. Die Flutwelle stürzte in ein trockenes Flussbett, wo ungefähr 400 Arbeiter arbeiteten. Etwa 50 Arbeiter wurden in einem Tunnel eingeschlossen, der die Talsperre mit einer anderen (Presa del Tietar) verband. Auch Maschinen, Traktoren, Turbinen und Werkzeuge wurden unter Wasser begraben. Die Anzahl der Toten ist nicht genau bekannt, die verschiedenen Berichte sprechen von 30, 35, 38 oder 70 Toten. Nach 42 Jahren, im Jahr 2007, wurde noch eine Leiche eines Mannes gefunden.
Die Talsperre am Rio Tajo kurz vor der Einmündung des Rio Tiétar war von Hidroeléctrica Española (heute Iberdrola) gebaut worden, um aus Wasserkraft Strom zu erzeugen. Der Stausee enthielt 140 Millionen Kubikmeter Wasser, die bei dem Dammbruch einen maximalen Abfluss von 2000 m³/s erzeugten.